# Mursia coseli
Mursia coseli is een krabbensoort uit de familie van de Calappidae. De wetenschappelijke naam van de soort is voor het eerst geldig gepubliceerd in 1997 door Crosnier.